# آرونداتی (فیلم ۲۰۰۹)
آرونداتی (به تلگو: Arundhati) فیلمی محصول سال ۲۰۰۹ و به کارگردانی کودی راماکریشنا است. در این فیلم بازیگرانی همچون آنوشکا شتی، سنو سود، آرجان باجوا، سایاجی شینده ایفای نقش کرده‌اند.
فیلم آرونداتی محصول ۲۰۱۴ بازسازی این فیلم است.